# Maciej Sznabel
Maciej Sznabel  (ur. 10 czerwca 1977 w Warszawie) – polski reżyser, animator, montażysta filmowy.
Absolwent Akademii Filmu i Telewizji w Warszawie, studiował też malarstwo w Akademii Sztuk Pięknych w Warszawie. Należy do Stowarzyszenia Filmowców Polskich oraz International Animated Film Association.

## Twórczość
W latach 2004–2009 współpracował jako animator, scenograf i asystent reżysera przy filmach Marka Serafińskiego i Braci Quay.
W 2008 r. zadebiutował jako reżyser wielokrotnie nagradzanym filmem krótkometrażowym Wujek, stworzonym wspólnie z Marcinem Jażyńskim.
Jest także współreżyserem pierwszego polskiego filmu stworzonego w technologii ekranu sferycznego, Na skrzydłach marzeń, wyprodukowanego przez Centrum Nauki Kopernik i prezentowanego w kinach FullDome na całym świecie.
W latach 2009–2010, jako główny animator postaci i choreograf scen walki opracował sekwencje efektów specjalnych dla Discovery Channel.
Od roku 2011 współpracuje jako animator postaci przy filmach fabularnych (m.in. Hobbit - trylogia filmowa, Ewolucja Planety Małp, Sala samobójców).

## Filmografia
- Hobbit: Bitwa Pięciu Armii, animacja postaci (reż. Peter Jackson)
- Ewolucja planety małp, animacja postaci (reż. Matt Reeves, 2014)
- Hobbit: Pustkowie Smauga, animacja postaci (reż. Peter Jackson, 2013)
- Na skrzydłach marzeń, reżyseria animacji, współautor scenariusza, supervisor 3D, montaż (film przeznaczony na ekran sferyczny, reż. Paulina Majda, 35 min, 2013)
- Sala samobójców, animacja postaci, prewizualizacja (reż. Jan Komasa, 120 min, 2011)
- Inwentorium Śladów, animacja, asystent techniczny reżysera (reż. Bracia Quay 8 min, 2009)
- Safari, animacja, scenografia, montaż, dźwięk, asystent reżysera, współpraca scenariuszowa (reż. Marek Serafiński, 13 min, 2009)
- Wujek, krótkometrażowy debiut reżyserski (8 min, 2008)
- Idea, animacja, scenografia, montaż, asystent reżysera, współpraca scenariuszowa (reż. Marek Serafiński, 17 min, 2007)
- Syn Gwiazd, animacja, scenografia, montaż, asystent reżysera, współpraca scenariuszowa (reż. Marek Serafiński, 23 min, 2006)

## Wywiady
- Wywiad na temat tworzenia animacji do filmu Hobbit: Pustkowie Smauga
- Małpy są wielkie! Rozmowa o animacji postaci w Ewolucji Planety Małp
- Kulisy prac nad filmem Na skrzydłach marzeń. max3d.pl. [zarchiwizowane z tego adresu (2014-02-22)].